# ČSD-Baureihe S 458.0
Die ČSD-Baureihe S 458.0 (seit 1988 Baureihe 210) sind elektrische Rangierlokomotiven für das mit 25 kV bei 50 Hz elektrifizierte Streckennetz der ehemaligen Tschechoslowakischen Staatsbahn ČSD. Sie wurde gleichzeitig mit der E 458.0 entwickelt, um auf größeren Personen- sowie Güterbahnhöfen den Verschub sowie die Beförderung von Übergabefahrten unter Nutzung der Fahrleitung durchzuführen.

## Entwicklung

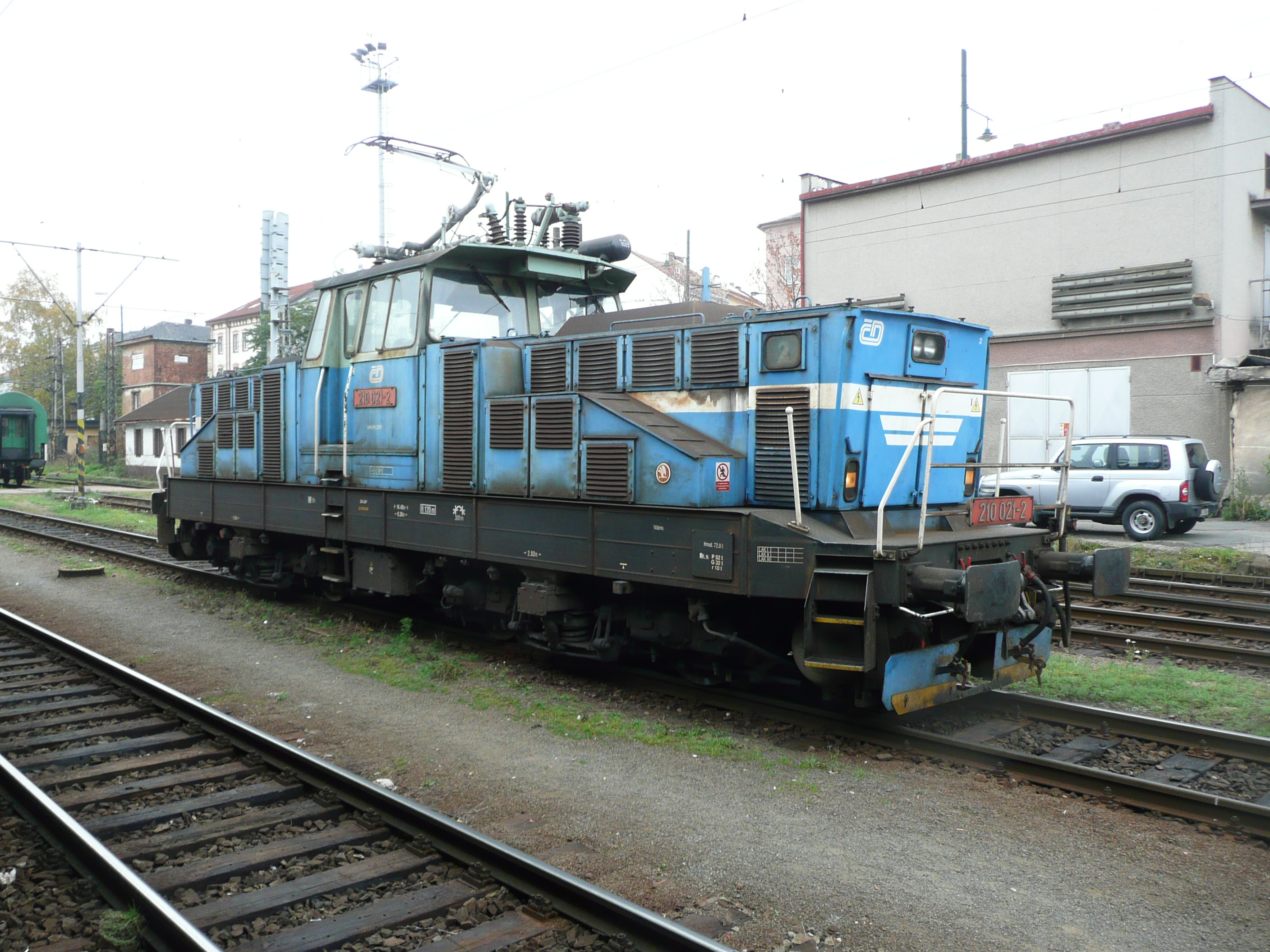
210 021 2011 im Hauptbahnhof von Plzeň

Der mechanische Teil ist identisch mit dem der E 458.0, nur die elektrische Ausrüstung weicht deutlich ab. Die Fahrleitungsspannung erfordert einen Haupttransformator und ermöglicht eine andere und verlustarme Steuerung. Eine separate Ablaufbergsteuerung mit zusätzlichen Stromabnehmern, wie sie bei der E 458.0 nötig war, ist bei der Lokomotive nicht erforderlich. Trotzdem ist eine minimale Geschwindigkeit bis zu 5 km/h möglich. Die Lokomotiven sind mit einem besonderen Heiztransformator für die Bereitstellung der Zugsammelschienenspannungen von 1,5 kV bzw. 3 kV mit 50 Hz ausgerüstet und können somit auch im Personenzugdienst eingesetzt werden. Das Übersetzungsverhältnis zwischen Fahrmotorritzel und Großrad beträgt 1:4,06, was der Lokomotive eine Höchstgeschwindigkeit von 80 km/h ermöglicht.
1972 bis Januar 1973 wurde die Baumusterlokomotive S 458.0001 gefertigt. Im Jahr 1973 wurden die ersten 30 Serienlokomotiven bis zur S 458.0031 geliefert. In zwei weiteren Serien (1979 und 1983) wurden die restlichen Lokomotiven bis zur S 458.0074 gefertigt. Die Lokomotiven wurden auf tschechischer Seite in Plzeň, Cheb und České Budějovice beheimatet und bespannen hier unter anderem Personenzüge auf den Strecken Veselí nad Lužnicí–Jihlava und Trnava–Kúty; auf slowakischer Seite sind sie in Bratislava, Zvolen und Leopoldov beheimatet.
1988 wurden die Lokomotiven in die Baureihe 210 umbezeichnet. 1990 wurde bei der Baumusterlokomotive 210 001 die elektrische Ausrüstung rekonstruiert, was eine Umbezeichnung in die Baureihe 209 zur Folge hatte. Die Lokomotive wurde bereits ausgemustert. Bei der Trennung der ČSD mit der Auflösung der Tschechoslowakei Anfang 1993 gingen die Lokomotiven entsprechend ihrer Beheimatung auf die Nachfolgeunternehmen ČD und ŽSR über. Beide Unternehmen nutzen den ČSD-Nummernplan von 1988 weiter.
Bei der 210 028 wurden die Akkumulatoren für den Betrieb auf nicht elektrifizierten Streckenteilen ausgebaut und durch einen Caterpillar-Dieselmotor sowie einen Wechselstrom-Synchrongenerator von Siemens ersetzt. Diese Zweikraftlokomotive wird seither als 218 028 bezeichnet. Es wurden keine weiteren Lokomotiven umgebaut.
Ein Großteil der Fahrzeuge ist noch bei den ČD und ZSSK Cargo im Einsatz.